# Necromania
Necromania (of A Tale of Weird Love) is een Amerikaanse pornofilm uit 1971. De film werd geregisseerd en geproduceerd door Edward D. Wood Jr.. Het verhaal gaat over een stel dat een heks bezoekt, in de hoop de oplossing te vinden voor een erectieprobleem.
De film werd jarenlang als verloren beschouwd, maar in de late jaren 80 herontdekt. In 2005 kwam Necromania op dvd uit. 

## Rolverdeling
| Acteur       | Personage    |
| ------------ | ------------ |
| Maria Arnold | Madame Heles |
| Rene Bond    | Shirley      |
| Ric Lutze    | Danny        |